# Kronprinsesse Märtha Kyst
Kronprinsesse Märtha Kyst er en kyststrækning i Dronning Maud Land i Antarktis, beliggende mellem 20° vest og Trolltunga ved 0° 30' øst og opkaldt efter kronprinsesse Märtha. Kronprinsesse Märtha Kyst grænser til Coats Land i vest og Prinsesse Astrid Kyst i øst.
Kystlandet blev udforsket af den tredje Norvegia-ekspedition i 1930 og navngivet efter medlemmer af den norske kongefamilie. Frem til 1973 blev udstrækningen af Kronprinsesse Märtha Kyst defineret som mellem 20° vest og 5° øst.